# Koumba Larroque
Koumba Selene Fanta Larroque (Arpajon, 22 de agosto de 1998) es una deportista francesa que compite en lucha libre.
Ganó cuatro medallas en el Campeonato Mundial de Lucha entre los años 2017 y 2023, y cuatro medallas en el Campeonato Europeo de Lucha entre los años 2017 y 2023.

## Palmarés internacional
| Campeonato Mundial | Campeonato Mundial | Campeonato Mundial | Campeonato Mundial |
| Año                | Lugar              | Medalla            | Categoría          |
| ------------------ | ------------------ | ------------------ | ------------------ |
| 2017               | París (Francia)    | Medalla de bronce  | 69 kg              |
| 2018               | Budapest (Hungría) | Medalla de plata   | 68 kg              |
| 2022               | Belgrado (Serbia)  | Medalla de bronce  | 65 kg              |
| 2023               | Belgrado (Serbia)  | Medalla de bronce  | 68 kg              |
| Campeonato Europeo |                    |                    |                    |
| Año                | Lugar              | Medalla            | Categoría          |
| 2017               | Novi Sad (Serbia)  | Medalla de bronce  | 69 kg              |
| 2018               | Kaspisk (Rusia)    | Medalla de plata   | 68 kg              |
| 2021               | Varsovia (Polonia) | Medalla de oro     | 68 kg              |
| 2023               | Zagreb (Croacia)   | Medalla de bronce  | 68 kg              |